# (20446) 1999 JB80
A (20446) 1999 JB80 egy marsközeli kisbolygó. A LINEAR projekt keretében fedezték fel 1999. május 14-én.